# Polgár Judit
Polgár Judit (Budapest, 1976. július 23. –) a Magyar Szent István-renddel kitüntetett magyar sakkozó, nemzetközi nagymester, nyolcszoros sakkolimpikon a nyílt kategóriában, kétszeres női sakkolimpiai bajnok, a nyílt kategóriában kétszeres olimpiai ezüstérmes, nyílt kategóriában egyéni Európa-bajnoki bronzérmes, magyar szuperbajnok, U14 és U12 korosztályos ifjúsági világbajnok a fiúk között. Hét alkalommal kapta meg a női Sakk-Oscar-díjat, közte az évszázad női sakkozójának járó Oscart is, eszperantista.
A sakktörténet legjobb női sakkozója, az egyetlen nő, aki átlépte a 2700 Élő-pontos szupernagymesteri határt. Legmagasabb pontszámát, 2735 pontot 2005 júliusában érte el. Legjobb helyezése az abszolút világranglistán a 8. hely volt, amit először 2004 januárban ért el. A női világranglistát 1989-től megszakítás nélkül vezette 2015 márciusáig. Egyedülálló, hogy 12 éves korától 26 éven (312 hónapon) keresztül a felnőtt női világranglista 1. helyezettje volt, ez a férfi és a női világranglistát tekintve is rekordnak számít mind az életkorát, mind a világelsőség hosszát tekintve. 2014. augusztusban bejelentette visszavonulását az aktív versenyzéstől. 2015-től 2016-ig a magyar férfi válogatott szövetségi kapitánya volt.
2018 decemberében a Nemzetközi Sakkszövetség (FIDE) tiszteletbeli alelnökének nevezték ki. Feladatai a sakk világszerte történő fejlesztéséhez kapcsolódnak majd: a játék iskolai népszerűsítésétől kezdve a versenyszervezés korszerűsítéséig.
2021-ben beválasztották a World Chess Hall of Fame tagjai sorába, a hivatalos beiktatásra 2022. december 3-án került sor.
2024-ben a FIDE100 Award díjjal a világ legjobb női játékosának választották, amivel a világ legjobb női sakkversenyzőjeként ismerték el. A díjat olyan játékos kapja, aki mind játékával, mind a játék népszerűsítésével hozzájárult a sakk fejlődéséhez, aki jó példát mutatott a többi játékosnak, és a sakkvilágon kívül is elismerést szerzett.

## Családja
Polgár Judit budapesti zsidó család gyermeke. Judit és a két nővére, Zsuzsa és Zsófia (mind a ketten nemzetközi nagymesterek a nők között, Zsuzsa a férfiak között is, Zsófia a férfiak között nemzetközi mesteri címmel rendelkezik) egy pedagógiai kísérlet résztvevői: az apa, Polgár László bebizonyította, hogy a gyermekek csúcsteljesítményekre képesek, ha korai életkortól (életkoruknak megfelelő módon) képzik őket egy speciális területen. A szülők magántanulóként oktatták őket, de a sakkot nem minden más kizárásával oktatták: mindegyikük több diplomával rendelkezik, és négy-nyolc idegen nyelven beszélnek. A legjobb sakkjátékosok között tartják őket számon.
A család többi tagja kitelepült Magyarországról: Zsófia Izraelbe, Zsuzsa az USA-ba költözött. Judit és a szülei Magyarországon maradtak, Budapesten élnek. Férje állatorvos, 2004-ben született az első gyermekük, Olivér, majd 2006 júliusában a második, Hanna.

## Sakkozói pályafutása
- Az első lány, aki korosztályos fiú világbajnokságot nyert, ráadásul két alkalommal
- Az első nő, aki a legjobb 10 közé került az abszolút világranglistán
- Az első nő, aki a férfiak között világbajnoki döntőn vett részt (2005, Potrero de los Funes, Argentína)
- Az első nő, aki Európa-bajnokságon abszolút kategóriában érmet szerzett
- Az általa legyőzött világbajnokok: Kaszparov, Karpov, Anand, Szpasszkij, Topalov, Halifman, Kaszimdzsanov, Ponomarjov, Szmiszlov, Carlsen

Judit sakktudására jellemző, hogy komoly elemzők szerint bármikor gyaloghátránnyal megnyerhette volna a női világbajnoki címet, azonban nem játszott olyan versenyen, ahol csak nők játszanak, számára a cél csak az abszolút világbajnoki cím volt. A nemzetközi nagymester (GM) címet a férfi versenyeken játszva 15 éves és 4 hónapos korában szerezte meg, ami akkor világcsúcs volt; Bobby Fischernek ez csak egy hónappal idősebb korában sikerült. Rengeteg játszmát nyert a világ legjobb játékosai ellen, de igazán nagy tornán nem lett első. Nehéz ellenfél volt számára Garri Kaszparov (Kaszparov 2005 márciusában visszavonult az élsakktornákról) standard időbeosztású partiban. Végül is 2002-ben rapidban sikerült legyőznie a „Russia vs The Rest of the World 2002” tornán. Judit 2005 januárjában játszott a rangos Corus sakkversenyen, ahol jónak számító 7/13-as eredményt ért el.
2005-ben a világranglistán elért helyezése révén elsőként a nők közül részt vehetett a férfiak Potrero de los Funesben (Argentína) rendezett új rendszerű világbajnoki döntőjén, amelyen a világ nyolc legjobb sakkozója mérte össze kétfordulós körmérkőzésen tudását, hogy eldöntsék a világbajnoki címet. A győztes a bolgár Veszelin Topalov lett, Polgár Judit a 8. helyen végzett. Ebben az időszakban az abszolút ranglista 8. helyét foglalta el.
2011-ben a nők közül elsőként szerzett érmet kontinensbajnokságon: az Aix-les-Bains-ben rendezett Európa-bajnokságon a győztessel azonos pontszámmal a 3. helyet érte el Előzőleg 2001-ben holtversenyben a 3–4. helyen végzett, ekkor azonban a rájátszás után csak a 4. helyet szerezte meg.
Nyolc olimpián szerepelt a magyar sakkválogatottban a "nyílt" kategóriában, közte a 2002-es sakkolimpián, valamint a 2014-es sakkolimpián ezüstérmet szerzett csapatnak. 2002-ben egyéni eredménye a mezőny 3. legjobb eredménye volt. A női csapat tagjaként két olimpián vett részt, 1988-ban és 1990-ben, amikor mindkét alkalommal a magyar csapat szerezte meg az olimpiai bajnoki címet. A csapat első táblásaként mindkétszer a mezőny legjobb eredményét érte el, 1988-ban 12 évesen fantasztikus eredménnyel: 13 játszmából 12,5 pontot szerezve.
Visszavonulási szándékának bejelentését követően még egy évig szerepel a világranglistán a 2014. szeptemberi 2675 ponttal, amellyel akkor a 69. volt a FIDE abszolút ranglistáján és ő vezette a női világranglistát. Élő-pontszáma a magyar abszolút ranglistán a 3. legmagasabb értékszám. Rapidsakkban a pontértéke 2646, villámsakkban 2736.
2014. augusztus 13-án a The Times magazinban jelentette be, hogy befejezi aktív versenyzői pályafutását, és a továbbiakban alapítványára és az iskolai sakkoktatás népszerűsítésére kíván fokozott figyelmet fordítani.
2015 júniusában kinevezték a magyar férfi sakkválogatott szövetségi kapitányának. A 2015 augusztusában kiadott világranglistán – bár nem játszott mérkőzést – riválisai pontvesztései miatt ismét az első helyre sorolták. 2016. december 22-én hivatalos Facebook-oldalán bejelentette, hogy több hónapos külföldi távolléttel járó ENSZ-megbízatása miatt nem tudna annyi időt és energiát fordítani a sakkválogatottra, amennyit magától elvárna, ezért lemondott a szövetségi kapitányi posztról.

## Versenyeredményei

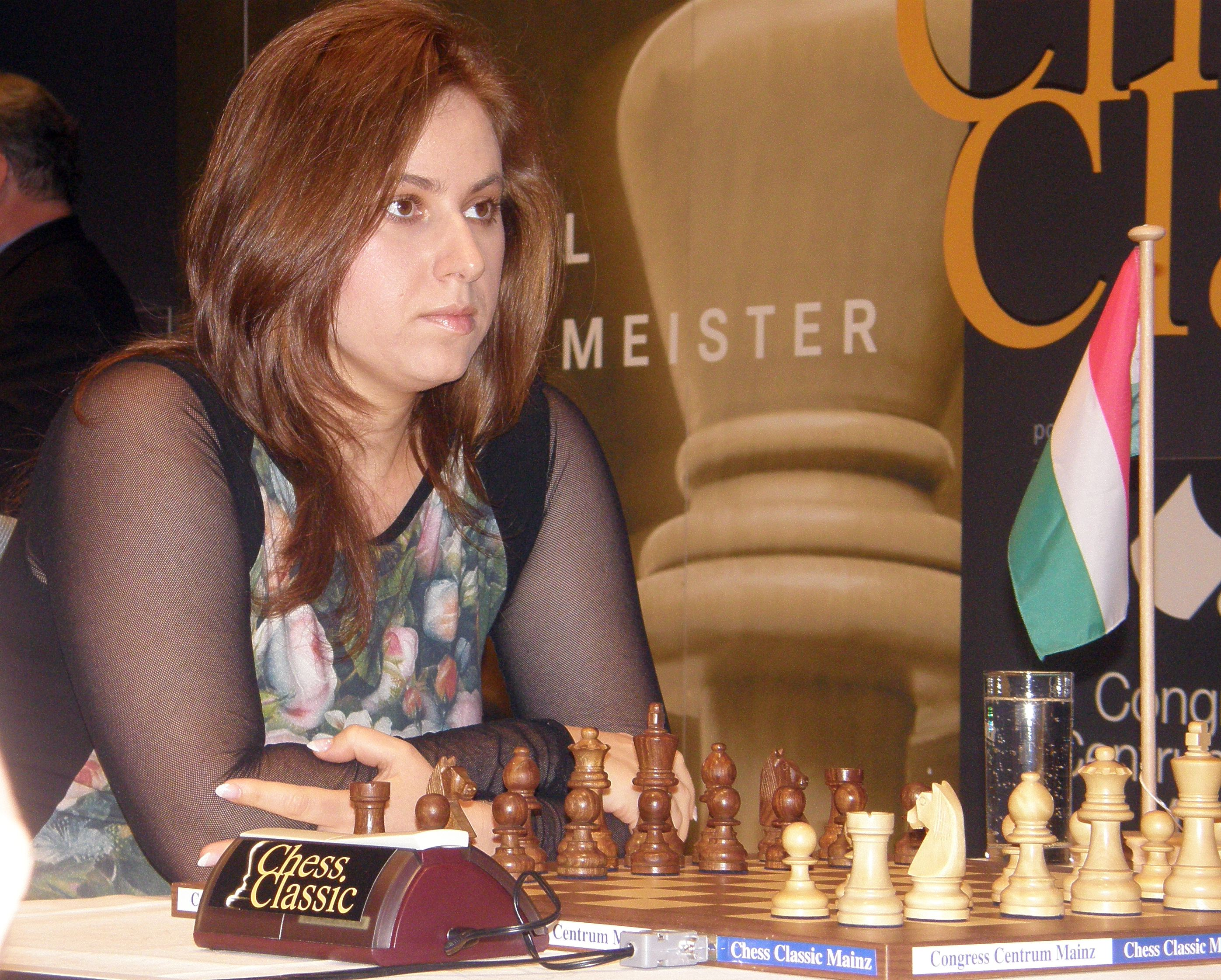
Polgár Judit 2008-ban Mainzban

- 1. hely 2012. Caxias do Sul, rapid meghívásos verseny
- Negyeddöntő 2011. Világ Kupa, Hanti-Manszijszk
- 1-4.(3.) hely 2011. Aix-les-Bains, Európa-bajnokság – bronzérem
- 1. hely 2010. Rocca di Papa, rapid verseny
- 1. hely 2010. Mexikóváros, rapid szuperverseny
- 3-4. hely 2007. Vitoria, Bajnokok Ligája
- 1-2. hely 2006. Hoogeevens
- 3. hely 2006. Zürich, villámverseny
- 5. hely 2005. Rishon le Zion, villámsakk világbajnokság
- 8. hely 2005. San Louis, világbajnokság
- 3-4. hely 2005. Szófia, szuperverseny
- 2. hely 2003. Wijk aan Zee, szuperverseny
- 1. hely 2003. Benidorm, rapid verseny
- 1. hely 2003. Hoogeveen
- 2-6. hely 2001. Linares, Spanyolország
- 1-2. hely 2001. Hoogeveen, Hollandia
- 3-4. hely 2001. Ohrid, férfi egyéni Eb
- 2. hely 2000. Merida
- 1. hely 2000. Buenos Aires, Najdorf-emlékverseny
- 1. hely 2000. Malmö
- 1. hely 2000. Bali
- 1-2. hely 1999. Hoogeveen
- Negyeddöntő 1999. Las Vegas, világbajnokság
- 1. hely 1998. Hoogeveen
- 1. hely 1998. Hawaii, US Open
- 1-2. hely 1996. Leon
- 2. hely 1996. Bécs
- 1. hely 1995. Alma Ata, nem hivatalos vb, 2 perces
- 1. hely 1995. Isle of Lewis
- 1. hely 1994. Madrid, szuperverseny
- 1. hely 1993. Oviedo, rapid verseny
- 2. hely 1993. Dos Hermanas
- 1-2. hely 1992/93. Hastings
- 2. hely 1992. New York, Reshevsky-emlékverseny
- 1. hely 1991. Budapest, férfi szuperbajnokság
- 1. hely 1990. Fond du Lac, 14. éven aluli fiú vb
- 1. hely 1990. Ajka, rapid magyar bajnokság
- 1-2. hely 1990. Amszterdam
- 3-4. hely 1989. Amszterdam
- 1. hely 1988/89. Hastings
- 1-2. hely 1988. Egilsstadir
- 1. hely 1988. Várna
- 1. hely 1988. Mazatlan, Rapid ifi vb
- 1. hely 1988. London
- 1. hely 1988. Temesvár, korosztályos fiú világbajnok
- 1. hely 1986. New York (élő nélküli csoport)

## Alapítványa
2012-ben indította útjára alapítványát: a Polgár Judit Sakk Alapítvány a Képességfejlesztésért névvel, elsősorban azzal a céllal, hogy egy egyedülálló, komplex módszerrel segítse a gyerekek képességfejlődését a közoktatásban. Az általa készített Képességfejlesztő sakk, mint oktatási eszköz kerettanterv Magyarországon bekerült a hivatalos Nemzeti Alaptantervbe, és a Képességfejlesztő sakk 2013-tól önálló tantárgyként választható az általános iskolák alsó tagozatában. Az általános iskolai oktatás segítésére az alapítvány Sakkpalota címmel tankönyv-, és munkafüzet-sorozatot dolgozott ki, tanári kézikönyvvel kiegészítve. A Sakkpalota képességfejlesztő tankönyv és munkafüzet sorozat elnyerte a 2015-ös Magyar Termék Nagydíjat, és a 2015-ös Frankfurti Könyvvásáron a Legjobb Európai Tananyag díját (BELMA – Best European Learning Materials).

## Világsakkfesztivál
A Világsakkfesztivált 2015 óta rendezik meg évente Budapesten. Alapítója és főszervezője Polgár Judit. A rendezvény elődje, a Aquaprofit-Polgar Sakkfesztivál 2007-ben indult, amely több néven is futott az évek során. Azóta nagyszabású, nemzetközi fesztivállá nőtte ki magát. Résztvevői amatőr és hivatásos sakkjátékosok, valamint érdeklődők. A világ öt legjobb sakkfesztiváljának egyike. A Világsakkfesztivál mottója: A sakk összeköt – Chess Connects Us.

## Könyvei
- Polgár Judit–Polgár Zsófia: Sakkjátszótér – Varázslatos "sakk-munkafüzet" gyerekeknek; magyarra rímelte Tandori Dezső; Műszaki Könyvkiadó, Budapest, 2010. ISBN 9789630804158
- Sakkjátszótér 2. Az állatok királysága, CityVet Kft. 2011. ISBN 9789630825580
- Hogyan döntöttem meg Fischer rekordját?; Műszaki Könyvkiadó, Budapest, 2013. ISBN 9789631664645
- Nagymesterből világklasszis, Műszaki Könyvkiadó, Budapest, 2014. ISBN 9789631664652
- A királynők játéka, Műszaki Könyvkiadó, Budapest, 2015. ISBN 9789631664669
- Berg Judit–Polgár Judit: Alma – A sötét birodalom, Ecovit kiadó, 2013. ISBN 9789638988805
- Sakkpalota 1. – Képességfejlesztő sakktankönyv – NT-80471, Oktatáskutató és Fejlesztő Intézet, 2013. ISBN 9789631974973
- Sakkpalota 1. – Képességfejlesztő munkafüzet – NT-80471/M, Oktatáskutató és Fejlesztő Intézet, 2013. ISBN 9789631974980
- Sakkpalota 1. – Tanítói kézikönyv – 80471/K, Oktatáskutató és Fejlesztő Intézet, 2013. ISBN 9789631977240
- Sakkpalota 2. – Képességfejlesztő sakktankönyv – NT-80472, Oktatáskutató és Fejlesztő Intézet, 2014. ISBN 9789631977219
- Sakkpalota 2. – Képességfejlesztő munkafüzet – NT-80472/M, Oktatáskutató és Fejlesztő Intézet, 2014. ISBN 9789631977226
- Sakkpalota 2. – Tanítói kézikönyv – NT-80472/K, Oktatáskutató és Fejlesztő Intézet, 2015. ISBN 9789631977233
- Sakkpalota 3. – Képességfejlesztő munkafüzet – NT-80473/M, Oktatáskutató és Fejlesztő Intézet, 2016. ISBN 9789631978926
- Sakkpalota 4. – Képességfejlesztő munkafüzet – NT-80474/M, Oktatáskutató és Fejlesztő Intézet, 2017. ISBN 9789631979039
- Kalandozás a sakktáblán – 4 éves kortól, Bookline Könyvek, 2017. ISBN 9789634371526
- Sakklépések – 5 éves kortól, Bookline Könyvek, 2017. ISBN 9789634371533
- Sakk és matt – 6 éves kortól, Bookline Könyvek, 2017. ISBN 9789634371540
- Legyél te is bajnok!; Bookline–Kolibri, Budapest, 2020

## Idézetek
- "Semmi ellenvetésem sincs a női sakk ellen, de számomra a játék minősége a férfiaknál nagyobb kihívás. Azonkívül azt hiszem, hogy a nemek szerinti elválasztás a különbségeket csak fokozza. Ha ez megszűnne, akkor rövid távon a sakkozó nők száma visszafelé menne, mert számukra a harc túl kemény lenne. De hosszú távon a viszony javulna, és ez jót tenne a játékuknak." (Polgár Judit)[23]

## Díjai, elismerései
- Az év magyar sakkozója (1989, 1991, 1993, 1994, 1998–2003, 2005–2012, 2014)
- A Magyar Népköztársaság Csillagrendje (1989)[24]
- Az év sportcsapata 3. hely (2002)[25][26]
- A Magyar Köztársasági Érdemrend lovagkeresztje (2003)[27]
- Prima díj (2008)
- A Magyar Érdemrend középkeresztje a csillaggal (2013) "világszerte nagyra becsült sportolói pályafutásáért, a sakk népszerűsítése és pedagógiai alkalmazása érdekében végzett tevékenysége elismeréseként"
- Nyolc alkalommal kapott Sakk-Oscar-díjat[28] (éves teljesítményért: 1988, 1990 1995, 1996, 2000, 2001, 2002), míg 2001-ben az évszázad női sakkozójánnak járó Oscar-díjat vehette át.[29]
- A FIDE Caissa-díjának (az újonnan alapított Sakk Oscar díjnak) a kitüntetettje (2012)[30]
- 2014-ben a Halhatatlan Magyar Sportolók Egyesületének közgyűlése egyhangú szavazással választotta tagjai közé, az első olyan sportolóként, aki nem klasszikus olimpiai sportágat űz.
- Prima Primissima díj (2014)
- Magyar Szent István-rend (2015)[31]
- Nemzeti Sport karrierdíj (2015)[32]
- Budapest díszpolgára (Budapest, 2016)[33]
- James Joyce-díj – University College Dublin (Dublin, 2017)[34]
- European Golden Pawn, "Európai Sakk Legenda" női díj (Monte Carlo, 2019)[35]
- A Testnevelési Egyetem díszdoktora (Budapest, 2020)[36]
- A World Chess Hall of Fame tagja (Saint Louis, 2021)[37]
- FIDE ICON-díj (Csennai, 2022) – az első ízben átadott FIDE ICON-díjat évtizedeken átívelő, milliókat inspiráló munkája elismeréseként kapta[38]
- FIDE100 Award – legjobb női sakkozó (Budapest, 2024)[39] – a sakk története legjobb női sakkozójának járó díj